# 足底鞭笞

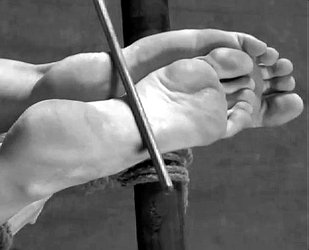
使用木棍的足底鞭笞模拟展现

足底鞭笞，英文称（falanga/falaka 或 bastinado），是一种使用工具击打人的脚底的体罚形式。受刑人以特定的姿势暴露自己的足部，在公开或非公开场合下接受施刑者使用竹棍、藤条、鞭、尺等工具或多或少的击打。由于脚底的特殊结构与生理特点，足底鞭笞可以在伤病相当小的情况下对受刑人造成相当程度的痛苦，因而受到推崇。
足底鞭笞在中东地区的阿拉伯国家较为常见，在亚洲的韩国和台湾地区也有流行的记录，其常被用作家庭、学校和军队的体罚措施，在部分娱乐场合和电视节目也被用作增强娱乐效果的方式。
此外，在BDSM领域，足底鞭笞也会被用作实践的形式。其与恋足现象也有所关联。